# Lærdalsøyri
Lærdalsøyri är den enda tätorten i Lærdals kommun i Vestland fylke i Norge. Orten ligger vid riksväg 5 och utgör kommunens centralort.